# Братановка
Братановка (укр. Братанівка) — село в Сокирянской городской общине Днестровского района Черновицкой области Украины.
До 2020 года входило в Сокирянский район.
Население по переписи 2001 года составляло 715 человек. Почтовый индекс — 60210. Телефонный код — 3739. Код КОАТУУ — 7324086501.